# Antena M
Antena M nezavisna je radijska postaja i portal u Crnoj Gori. Vlasnik i glavni urednik je crnogorski novinar Darko Šuković.

## Radio Antena M
Antena M najstarija je nezavisna informativno-politička radiopostaja u Crnoj Gori.
Neprekidno emitira program od 18. srpnja 1994.
Radio je svojedobno snažno promovirao ideju nezavisne Crne Gore, antiratnoga pokreta te multietničke tolerancije.
Ima vlastitu produkciju informativnoga programa te sadržaje s istraživačkim i analitičkim emisijama o aktualnim pitanjima crnogorskoga društva.
Emitira program 24 sata dnevno.

## Portal Antena M
Od 11. srpnja 2016. pokrenut je Portal Antena M. Uređivačka politika i programski ciljevi ovoga Portala, kako je napomenuto, ne razlikuju se od onih koje duže od dva desetljeća promovira Radio Antena M.

## Nagrade
- Radio Antena M 2002. proglašena je za najbolju u konkurenciji više od 300 radio postaja Jugoistočne Europe, koje reemitiraju Radio Slobodna Europa;
- Radio Antena M 2005. proglašena je za postaju s najboljim informativnim radijskim programom među oko 800 radio i TV postaja mreže SEENAPB;
- One World Radio SEERN (regionalna mreža radio postaja Jugoistočne Europe) 2006. godine dodijelio je nagradu Radiju Anteni M za najbolji istraživački program koji se bavi ljudskim pravima, interetničkim dijalogom i tolerancijom.

## Redakcija
Redakcija Radio i Portala Antena M  radila je 2017. u sastavu:
- Glavni i odgovorni urednik: Darko Šuković;

- Urednici i novinari: Milena Aprcović, Ana Ašanin, Zerina Ćatović, Jelena Ćetković, Mirjana Dragaš, Vladana Jovanović, Milica Mandić, Sanja Novaković, Tijana Radulović, Nikoleta Rakočević, Žarko Vujović, Bojan Šuković;

- Produkcija: Biljana Bakić, Esad Grbović, Milan Ivanović, Alen Jaredić; marketing menadžer: Bratislav Mandić.